# Каштанова, Нина Павловна
Ни́на Па́вловна Кашта́нова (урожд. — Акули́нина; 24 сентября 1944, п. Кучино, Балашихинский район, Московская область, РСФСР, СССР — 16 марта 1989, г. Железнодорожный, Московская область, РСФСР, СССР) — советский филолог-востоковед, переводчик, одна из зачинателей изучения и преподавания малайского языка в СССР.

## Краткая биография
В 1963 году окончила среднюю школу в Салтыковке. В том же году поступила в 
Институт восточных языков МГУ им. М. В. Ломоносова на отделение индонезийского языка и литературы. Окончила институт в 1968 году с отличием («красный диплом»)  и квалификацией «востоковед-филолог-референт-переводчик». В сентябре 1969 года сдала конкурсные экзамены в заочную аспирантуру в Институте восточных языков. В конце первого года обучения уехала на работу в Индию в качестве переводчика на завод ГШО в г. Дургапур. В 1970 году начала работать в ИВЯ младшим научным сотрудником, с 1972 года — преподавателем, а с 1988 года — старшим преподавателем. Первоначально преподавала индонезийский язык, а с 1972 года — малайский (малайзийский), став вместе с Т. В. Дорофеевой одной из зачинательниц изучения и преподавания этого языка в СССР . Соавтор программ по изучению индонезийского и малайского языков . 17 января 1986 года защитила диссертацию на соискание ученой степени кандидата филологических наук на тему «Аффиксальное именное словообразование малайзийского языка. Вопросы аффиксальной полисемии и омонимии». В ней она провела значительную работу по общему статистическому обследованию малайзийских текстов по методу американского лингвиста Джозефа Гринберга. Автор ряда научных статей и первого в России учебника малайзийского (малайского) языка совместно с Т. В. Дорофеевой. Член общества «Нусантара» и Русского географического общества.

## Семья
- Отец — Акулинин Павел Николаевич (р. 1906)
- Мать — Акулинина Ирина Семеновна (р. 1917)

## Основные труды
- Каштанова, Н. П. Типы корневых морфем в составе производных имен существительных // Тезисы аспирантов и молодых научных сотрудников. М.: ИВАН СССР, 1977.
- Каштанова, Н. П. Производные имена существительные с префиксом -pe в современном малайском языке // Вестник Моск. ун-та, 1978. Сер. 13. Востоковедение. № 1.
- Каштанова, Н. П. Некоторые особенности аффиксации имен существительных в варианте BM современного малайского языка. М.: ИСАА, 1978.
- Каштанова, Н. П. Проблема соотношения разновидностей «малайский язык» и «индонезийский язык» современного малайского языка. М.: ИСАА, 1978.
- Каштанова, Н. П. Мофолого-типологическая характеристика малайзийского языка // Вестник Моск. ун-та, 1981. Сер. 13. Востоковедение. № 2.
- Каштанова, Н. П. Дериваты с субстантиватором — nya — деривация лексическая или синтаксическая? // Вестник Моск. ун-та, 1984. Сер. 13. Востоковедение. № 3.
- Каштанова, Н. П. Аффиксальное именное словообразование малайзийского языка: Вопросы аффиксальной полисемии и омонимии: Автореферат диссертации. М.: ИСАА, 1985.
- Каштанова Н. П. Дериваты с субстантиватором -nya: деривация лексическая или синтаксическая (на материале малайзийского языка) // Вестник Моск. ун-та. 1985. Сер. 13. Востоковедение. № 3.
- Каштанова Н. П. Учебное пособие по малайзийскому языку. Для студентов 1 курса. М: МГУ, 1991 (совместно с Т. В. Дорофеевой)